# Alexander Schlager
Alexander Schlager (sinh 1 tháng 2 năm 1996) là một cầu thủ bóng đá Áo đang thi đấu cho Red Bull Salzburg.